# Vendières
Vendières és un municipi francès situat al departament de l'Aisne i a la regió dels Alts de França. L'any 2007 tenia 137 habitants.

## Demografia

### Població
El 2007 la població de fet de Vendières era de 137 persones. Hi havia 58 famílies de les quals 18 eren unipersonals (7 homes vivint sols i 11 dones vivint soles), 22 parelles sense fills i 18 parelles amb fills.
La població ha evolucionat segons el següent gràfic:
Habitants censats

### Habitatges
El 2007 hi havia 94 habitatges, 60 eren l'habitatge principal de la família, 25 eren segones residències i 9 estaven desocupats. 93 eren cases i 1 era un apartament. Dels 60 habitatges principals, 53 estaven ocupats pels seus propietaris, 5 estaven llogats i ocupats pels llogaters i 2 estaven cedits a títol gratuït; 3 tenien dues cambres, 4 en tenien tres, 16 en tenien quatre i 37 en tenien cinc o més. 39 habitatges disposaven pel capbaix d'una plaça de pàrquing. A 28 habitatges hi havia un automòbil i a 26 n'hi havia dos o més.

### Piràmide de població
La piràmide de població per edats i sexe el 2009 era:
| Homes | Edats   | Dones |
| ----- | ------- | ----- |
| 0     | 95 o +  | 0     |
| 0     | 90 a 94 | 0     |
| 0     | 85 a 89 | 0     |
| 0     | 80 a 84 | 0     |
| 4     | 75 a 79 | 0     |
| 4     | 70 a 74 | 4     |
| 0     | 65 a 69 | 4     |
| 12    | 60 a 64 | 8     |
| 0     | 55 a 59 | 0     |
| 4     | 50 a 54 | 0     |
| 4     | 45 a 49 | 0     |
| 0     | 40 a 44 | 4     |
| 8     | 35 a 39 | 0     |
| 12    | 30 a 34 | 12    |
| 4     | 25 a 29 | 8     |
| 4     | 20 a 24 | 0     |
| 4     | 15 a 19 | 0     |
| 4     | 10 a 14 | 0     |
| 4     | 5 a 9   | 4     |
| 8     | 0 a 4   | 8     |

## Economia
El 2007 la població en edat de treballar era de 91 persones, 70 eren actives i 21 eren inactives. De les 70 persones actives 67 estaven ocupades (41 homes i 26 dones) i 4 estaven aturades (1 home i 3 dones). De les 21 persones inactives 8 estaven jubilades, 4 estaven estudiant i 9 estaven classificades com a «altres inactius».

### Ingressos
El 2009 a Vendières hi havia 60 unitats fiscals que integraven 142 persones, la mediana anual d'ingressos fiscals per persona era de 19.057,5 €.

### Activitats econòmiques
Dels 4 establiments que hi havia el 2007, 1 era d'una empresa extractiva, 1 d'una empresa de construcció i 2 d'empreses de serveis.
L'únic servei als particulars que hi havia el 2009 era una fusteria.
L'any 2000 a Vendières hi havia 9 explotacions agrícoles que ocupaven un total de 960 hectàrees.

## Poblacions properes
El següent diagrama mostra les poblacions més properes.